# Compañía Nacional de Teatro Clásico

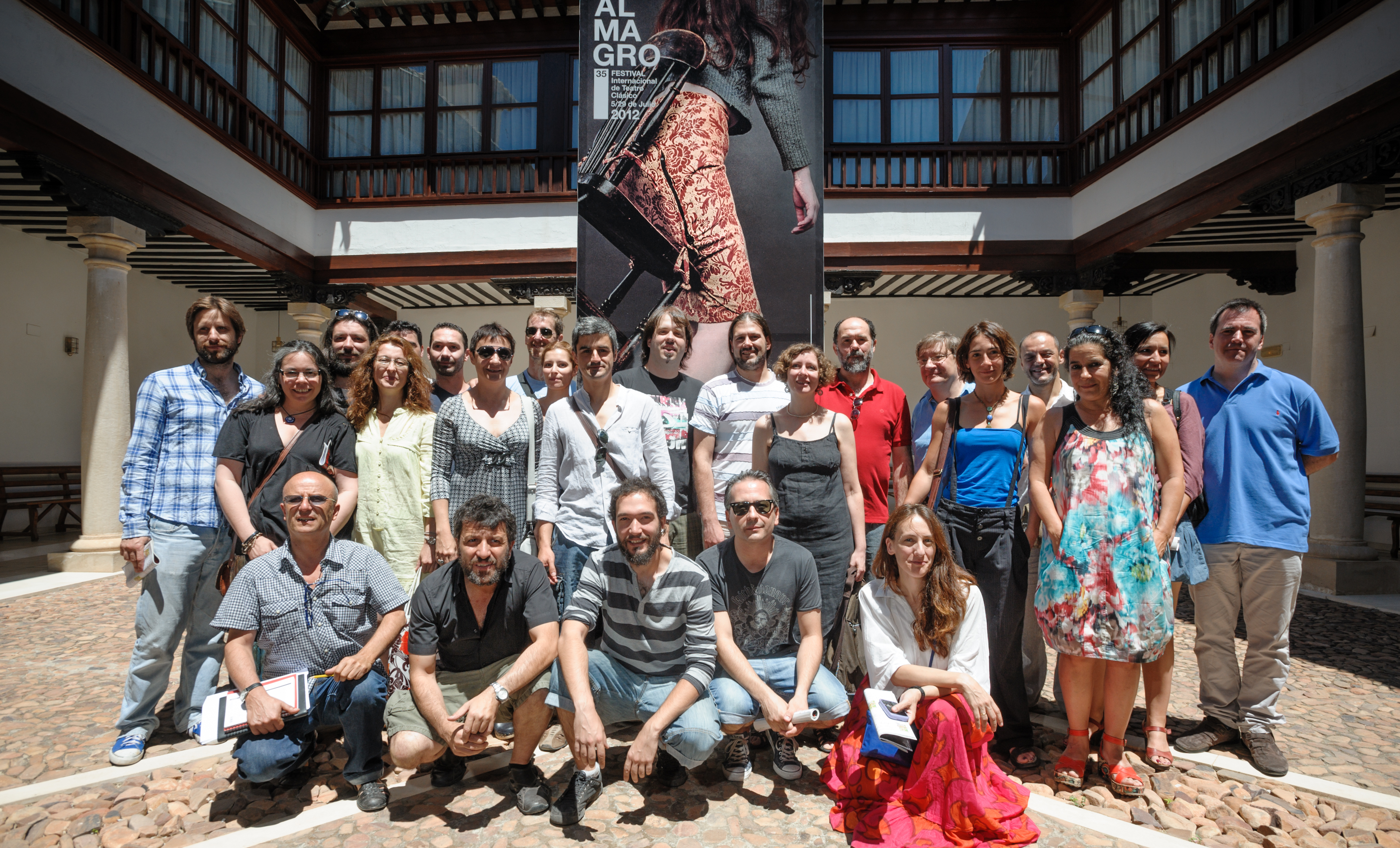
La Compañía en el Festival de Almagro, en 2012.

La Compañía Nacional de Teatro Clásico (CNTC) es una compañía de teatro de España de carácter público, encuadrada en el Instituto Nacional de las Artes Escénicas y de la Música (INAEM) dependiente del Ministerio de Cultura que fue fundada en 1986 con el objetivo de promover, recuperar y difundir el teatro clásico español. El proyecto nació de la iniciativa de Adolfo Marsillach, que la dirigió de enero de 1986 a julio de 1989 y, en una segunda etapa, de enero de 1992 a enero de 1997.
En muchos aspectos puede considerarse heredera de la Compañía Española de Teatro Clásico, creada en 1980 por Julia Trujillo y Manuel Canseco. Las sedes de la Nacional son el Teatro de la Comedia (Madrid) y el Hospital de San Juan de Dios, (en Almagro), durante el Festival Internacional de Teatro Clásico de Almagro. Del 1 de septiembre de 2011 a 2019 fue dirigida por Helena Pimenta que sustituyó a Eduardo Vasco.
Desde septiembre de 2019 el director de la compañía es Lluís Homar, que tras polémicas por retribuciones irregulares, será sustituido a partir del 31 de diciembre de 2024 por la directora de escena Laila Ripoll.

## Reconocimiento
- 2010: Premio Fuente de Castalia en el Festival de artes escénicas Clásicos en Alcalá[4]

- Galardonada con el XII Premio Corral de Comedias 2012 del Festival de Teatro Clásico de Almagro[5]

## Directores de la Compañía
| Director                   | Período                                 |
| -------------------------- | --------------------------------------- |
| Adolfo Marsillach          | enero de 1986 a julio de 1989           |
| Rafael Pérez Sierra        | agosto de 1989 a diciembre de 1991      |
| Adolfo Marsillach          | enero de 1992 a enero de 1997           |
| Rafael Pérez Sierra        | enero de 1997 a noviembre de 1999       |
| Andrés Amorós              | noviembre de 1999 a mayo de 2000        |
| José Luis Alonso de Santos | junio de 2000 a septiembre de 2004      |
| Eduardo Vasco              | septiembre de 2004 a septiembre de 2011 |
| Helena Pimenta             | septiembre de 2011 a septiembre de 2019 |
| Lluís Homar                | septiembre de 2019 a diciembre de 2024  |
| Laila Ripoll               | Desde enero de 2025                     |